# Клостер, Родни
Родни Клостер (нидерл. Rodney Klooster; род. 26 ноября 1996, Влардинген, Нидерланды) — нидерландский футболист, защитник клуба «Динамо (Тбилиси)».

## Карьера
Родни начал заниматься футболом в возрасте 6 лет во «Влардингене», спустя три года перешёл в юношескую команду «Фейеноорда», затем пополнил молодёжный состав «Эксельсиора».
21 октября 2016 года Клостер дебютировал в составе «Дордрехта», выйдя в стартовом составе на игру с «Алмере Сити».
В начале 2017 года Родни вместе со своим братом-близнецом, Милтоном, подписал контракт со словацким «Тренчином». 12 марта 2017 года защитник провёл первую игру в новом клубе против «Земплина».